# 中神輝一郎
中神 輝一郎（なかがみ こういちろう、1944年1月23日 - ）は、日本とブラジルで活動した元騎手。

## 人物
1944年1月23日、鹿児島県出身。1962年に日本中央競馬会より騎手免許（平地・障害）を交付され、東京競馬場の松山吉三郎厩舎に所属。同期には郷原洋行、榎屋忍、中島啓之などがいる。同年3月17日にデビュー戦にてヒダノタカラに騎乗、1着となり初騎乗初勝利を挙げた。
輝一郎は自厩舎のハマテツソとのコンビで知られ、1966年に京王盃オータムハンデキャップ、目黒記念（秋）を連勝した。また、障害戦では中山大障害4連覇のフジノオーにオープンおよび障害特別で3度騎乗し1勝を、同馬のライバルであるタカライジンとのコンビで5勝（平地戦での1勝を含む）を挙げている。
1967年にブラジルに遠征、ブラジル競馬の重賞競走であるサンパウロ大賞でハマテツソに騎乗したが11着と敗れた。その遠征のあと、ブラジルにとどまって消息が不明となったことから日本では「謎の失踪」として騒がれ、寺山修司が自らの競馬エッセイでハマテツソと輝一郎について触れるなどしていた。
本人の話によれば「ブラジル競馬の騎手として20年近く騎乗し、通算で300勝近い勝ち星を挙げた」という。1969年には現地の騎手学校の「学業管理者」に任命された。1995年に日本へ帰国したあとは、牧場での乗馬指導などを経て故郷の鹿児島県で生活を送っている。
2011年7月にひさびさに小倉競馬場に姿を現し、日本中央競馬会関係者に挨拶回りをするなどした。今後については「自分の経験を伝える機会があれば、協力したい」と意欲を見せている。

## 戦績

### 中央競馬時代
- 280戦51勝（平地：221戦35勝、障害：56戦16勝）
  - 重賞 2勝（ハマテツソ／1966年京王盃オータムハンデキャップ、目黒記念（秋））

## 騎手時代の同期
- 中島啓之
- 郷原洋行
- 梅内忍
- 清水出美
- 新川恵